# Al-Orobah Football Club
L'Al-Orobah Football Club (in arabo نادي العروبة), conosciuto anche come Al-Orubah, Al-Oroba o Al-Oruba, è una società calcistica saudita di Sakaka, fondata nel 1975. Milita nella Lega saudita professionistica, la massima serie del campionato saudita di calcio.

## Organico

### Rosa 2024-2025
Rosa aggiornata al 16 ottobre 2024.
| N. |                           | Ruolo | Calciatore              |
| -- | ------------------------- | ----- | ----------------------- |
| 1  | Arabia Saudita (bandiera) | P     | Rafi Al-Ruwaili         |
| 3  | Marocco (bandiera)        | D     | Ismaël Kandouss         |
| 4  | Arabia Saudita (bandiera) | D     | Ziyad Al-Hunaiti        |
| 5  | Francia (bandiera)        | D     | Kurt Zouma              |
| 6  | Arabia Saudita (bandiera) | C     | Mohammed Al-Qarni       |
| 7  | Islanda (bandiera)        | C     | Jóhann Berg Guðmundsson |
| 8  | Costa d'Avorio (bandiera) | C     | Jean Seri               |
| 9  | Inghilterra (bandiera)    | A     | Brad Young              |
| 11 | Arabia Saudita (bandiera) | D     | Hamed Al-Maghati        |
| 12 | Arabia Saudita (bandiera) | D     | Nawaf Al-Qamiri         |
| 13 | Arabia Saudita (bandiera) | D     | Ibrahim Al-Zubaidi      |
| 18 | Arabia Saudita (bandiera) | D     | Abdulmalek Al-Shammari  |
| 22 | Arabia Saudita (bandiera) | P     | Saud Al-Rawili          |
| 27 | Arabia Saudita (bandiera) | C     | Fawaz Al-Terais         |

| N. |                           | Ruolo | Calciatore             |
| -- | ------------------------- | ----- | ---------------------- |
| 28 | Belgio (bandiera)         | P     | Gaëtan Coucke          |
| 29 | Arabia Saudita (bandiera) | C     | Fahad Aqeel Al-Zubaidi |
| 32 | Arabia Saudita (bandiera) | C     | Sattam Al-Ruqi         |
| 33 | Arabia Saudita (bandiera) | D     | Husein Al-Shuwaish     |
| 37 | Spagna (bandiera)         | C     | Cristian Tello         |
| 66 | Arabia Saudita (bandiera) | D     | Ashrf Al-Shamari       |
| 70 | Arabia Saudita (bandiera) | D     | Abdulrahman Al-Anazi   |
| 73 | Croazia (bandiera)        | C     | Karlo Muhar            |
| 77 | Arabia Saudita (bandiera) | P     | Abdulbari Al-Deraan    |
| 80 | Arabia Saudita (bandiera) | C     | Fahad Al-Rashidi       |
| 88 | Arabia Saudita (bandiera) | C     | Abdulaziz Al-Fhaigi    |
| 90 | Arabia Saudita (bandiera) | A     | Mohammed Al-Saiari     |
| 99 | Arabia Saudita (bandiera) | C     | Fahad Magrshi          |
|    | Arabia Saudita (bandiera) | D     | Mohammed Ali Barnawi   |

## Palmarès

### Competizioni nazionali
- Campionato saudita di seconda divisione: 1

2012-2013
- Campionato saudita di terza divisione: 1

2007-2008